# Золотой Курган

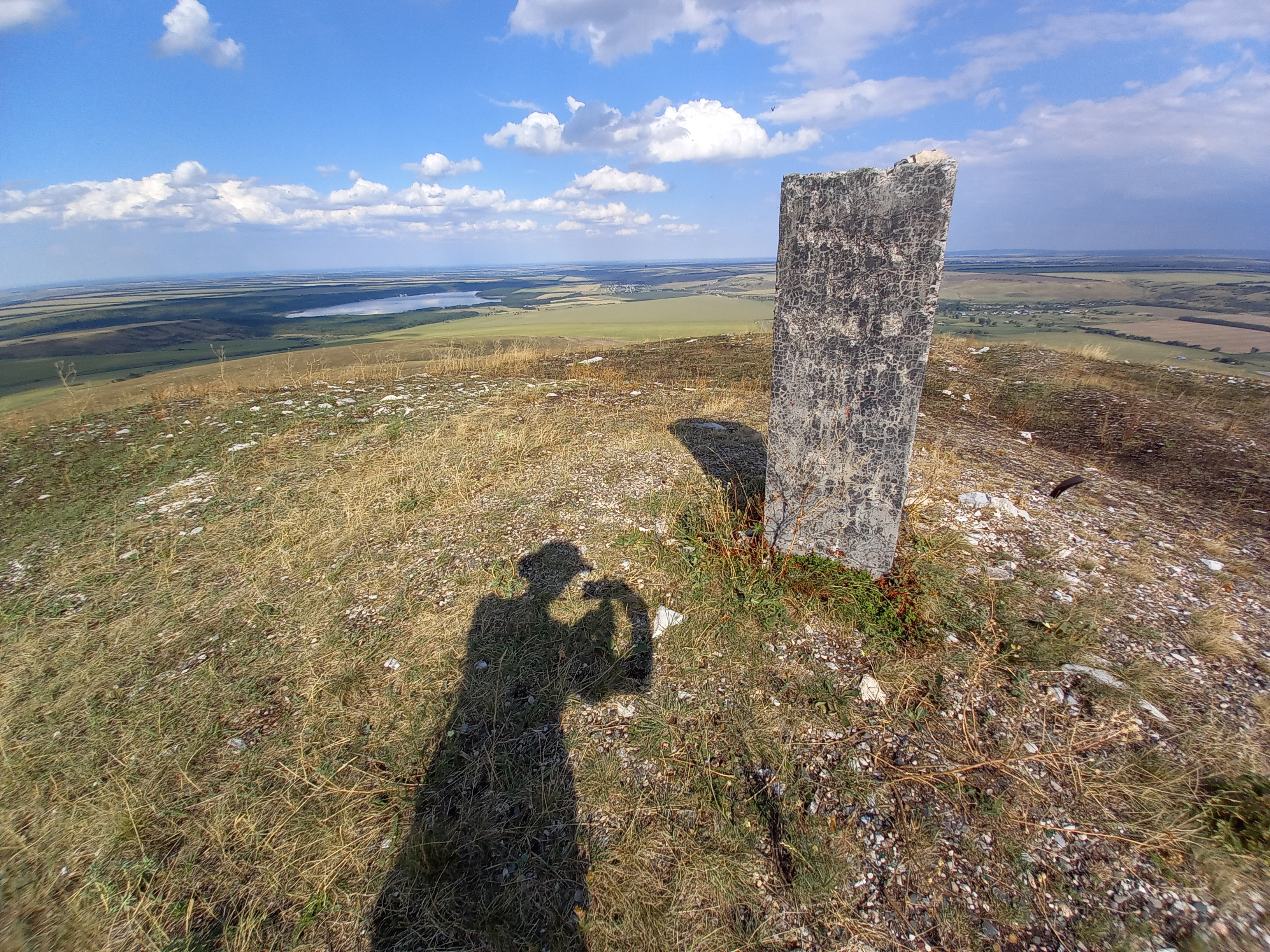
Вершина горы Золотой Курган

Золотой Курган — останцовая магматическая гора в Пятигорье, на Кавказских Минеральных Водах. Высота 884,7 м. Памятник природы.
Расположена в левобережье реки Этоки, в 2 км северо-западнее хутора Тамбукан.
Золотой Курган входит в водораздельную систему рек Юцы и Этоки.

## Название
Название Золотой Курган связано с преданием: якобы в 1396 году на горе находился золотой шатер эмира Тимура.

## Природа
На южном склоне, возле интрузивного тела, из трещин бьют несколько родников пресных и минеральных вод. В балке Сероводородной рождается на свет источник слабоминерализованной сероводородной воды.
Гора является краевым комплексным (ландшафтным) памятником природы (Постановление бюро Ставропольского краевого комитета КПСС и исполкома краевого Совета депутатов трудящихся от 15.09.1961 г. № 676 «О мерах по охране природы в крае»).